# BT Sport
BT Sport — група спортивних телеканалів у Великій Британії та Ірландії, запущена влітку 2013 року.
BT Sport має права на трансляцію футбольної Англійської Прем'єр-ліги, Бундесліги, Серії А і Ліги 1, а також Ліги чемпіонів УЄФА і Ліги Європи та інших турнірів.

## Канали
- BT Sport 1
- BT Sport 2
- BT Sport ESPN — запущений 9 червня 2015 року на базі існуючого раніше каналу ESPN UK
- BT Sport 3 — запущено 1 серпня 2015 року. Велика частина ефірного часу — новинний канал, який також використовується для футбольних трансляцій
- BT Sport 4K UHD — запущено 1 серпня 2015 року. Мовлення здійснюється у форматі 4K
- BT Sport Showcase — запущено 1 серпня 2015 року. Безкоштовний канал
- BT Sport Extra — пакет з 7 додаткових каналів. Призначений виключно для прямих трансляцій

|  |  |  |  |

## Трансляції

### Футбол
- Англійська Прем'єр-ліга
- Кубок Англії
- Національна Конференція
- Трофей Футбольної асоціації
- Молодіжний кубок Англії
- Суперкубок Англії
- Чемпіонат Шотландії
- матчі молодіжної збірної Англії
- Бундесліга
- Друга Бундесліга
- Кубок Німеччини
- Суперкубок Німеччини
- Серія А
- Ліга 1
- Кубок Франції
- Чемпіонат Португалії
- Чемпіонат Бразилії
- Ліга Пауліста
- Чемпіонат Швейцарії
- Ліга чемпіонів УЄФА
- Ліга Європи
- Суперкубок УЄФА
- Кубок Лібертадорес
- А-ліга
- Жіночий чемпіонат Англії

### Баскетбол
- НБА
- Євроліга
- NCAA

### Регбі
- Чемпіонат Англії
- Кубок європейських чемпіонів
- Європейський кубок виклику

### Автоспорт
- Чемпіонат світу з ралі
- IndyCar
- V8 Supercars
- Світова серія Рено
- DTM
- Blancpain Endurance Series
- Blancpain Sprint Series
- International GT Open
- Британська Формула-3
- Формула-4
- Європейська серія Ле-Ман
- NASCAR
- Європейська Формула-3
- SuperStars Series
- United SportsCar Championship
- NHRA

### Мотоспорт
- MotoGP

### Теніс
- WTA

### Бейсбол
- МЛБ

### Американський футбол
- NCAA
- Канадська футбольна ліга

### Австралійський футбол
- АФЛ

### Змішані єдиноборства
- UFC

### Бокс
- Світова серія боксу

### Крикет
- Карибська Прем'єр-ліга

### Лакросс
- MLL

### Дартс
- Чемпіонат світу BDO

### Мультиспортивних змагання
- Європейські ігри
- X Games